# Амитивилски ужас 4: Зло бежи
Амитивилски ужас 4: Зло бежи (енгл. Amityville 4: The Evil Escapes) амерички је натприродни телевизијски хорор филм из 1989. године, режисера Сандора Стерна, са Пати Дјук, Џејн Вајат, Фредериком Ленеом и Норманом Лојдом у главним улогама. Четврти је филм у серијалу Амитивилски ужас, а радња је по хронолошком редоследу смештена након првог и другог, а пре трећег дела. За разлику од осталих делова серијала, радња се већим делом одвија ван Амитивилске куће и прати породицу која је на поклон добила поседнуту лампу из ње.
Упркос томе што су критике упућене филму биле углавном негативне, Амитивилски ужас 4 је, због своје оригиналности и различитости од осталих делова, постао један од најпопуларнијих наставака у серијалу, а данас га многи сматрају и култним класиком. Филм је премијерно приказан 12. маја 1989, на NBC-у.
Већ наредне године снимљен је нови наставак, под насловом Амитивилски ужас 5: Проклетство Амитивила.

## Радња
Након стравичног убиства породице Де Фео и хорора који се догодио породици Лац, шесторица свештеника, предвођених оцем Манфредом, послата је у озлоглашену Амитивилску кућу да једном заувек протерају зло из ње. Док је најмлађи од свештеника, отац Киблер, спроводио егзорцизам у једној од просторија, велика лампа је експлодирала пред њим и онесвесила га. Остали свештеници су му помогли и извели га из куће, а на лампи се појавио лик Амитивилског демона.
Неколико дана касније, ствари из куће су стављене на аукцију. Старија госпођа по имену Хелен Ројс купује поседнуту лампу на поклон својој сестри Алис Ликок. Током куповине Хелен је посекла прст на месингани украс око сијалице и умрла неколико дана касније од тетануса. Недељу дана касније, лампа стиже на Алисину адресу и Амитивилско зло налази уточиште у њеној кући. Отац Киблер покушава да упозори Алисину ћерку, Ненси Еванс, да је лампа опасна...

## Улоге
| Глумац            | Улога         |
| ----------------- | ------------- |
| Пати Дјук         | Ненси Еванс   |
| Џејн Вајат        | Алис Ликок    |
| Фредерик Лене     | отац Киблер   |
| Лу Ханкок         | Пеги          |
| Бренди Голд       | Џесика Еванс  |
| Зои Трилинг       | Аманда Еванс  |
| Арон Ајзенберг    | Брајан Еванс  |
| Норман Лојд       | отац Манфред  |
| Роберт Алан Браун | Доналд Мактир |
| Глорија Кромвел   | Рона          |
| Џејмс Стерн       | Дени Рид      |
| Пеги Макој        | Хелен Ројс    |